# Jules Pijourlet
Jules Pijourlet, né le 18 août 1991 à Avignon, est un coureur cycliste français pratiquant le cyclisme sur route et le cyclisme sur piste. Il est le frère de Louis Pijourlet.

## Biographie
Membre de l'équipe de France juniors sur piste, il obtient en 2009 la médaille de bronze de la poursuite par équipes à Minsk (Biélorussie) lors des championnats d'Europe. Au cours de la même année, et toujours chez les juniors, il termine cinquième des championnats du monde de poursuite par équipes et de l'américaine.
En 2010, il intègre le Chambéry Cyclisme Formation, réserve de la formation WorldTour AG2R La Mondiale. Sous ses nouvelles couleurs, il se classe deuxième du Grand Prix de Vougy.
Au cours de la saison 2012, il s'adjuge le Grand Prix de Chamoux-sur-Gelon. En 2013, il devient vice-champion de France espoirs sur route. Il termine également deuxième du classement général des Quatre Jours des As-en-Provence, troisième du Prix de la Saint-Laurent et gagne le Grand Prix de Bruère-Allichamps.
En 2014, il intègre l'équipe Vulco-VC Vaulx-en-Velin. Sous ses nouvelles couleurs, il remporte la Nocturne d'Aix-les-Bains et se classe troisième du championnat rhône-alpin contre-la-montre.
La saison suivante, il s'adjuge le classement général du Tour des Deux-Sèvres, le Grand Prix Gilbert Renaud et le Trio normand (avec son frère Louis Pijourlet et l'ancien coureur professionnel Romain Bacon). Il glane par ailleurs une nouvelle médaille de bronze au championnat rhône-alpin contre-la-montre.

## Palmarès sur piste

### Championnats d'Europe
- Minsk 2009
  -  Médaillé de bronze de la poursuite par équipes juniors

### Championnats de France
- 2007
  - 3e de la poursuite cadets
- 2009
  - 3e de la poursuite juniors
- 2011
  - 3e de la poursuite espoirs
  - 3e de la course aux points espoirs
- 2014
  - 3e de la poursuite par équipes

## Palmarès sur route
| - 2010 - 2e du Grand Prix de Vougy - 2012 - Grand Prix de Chamoux-sur-Gelon - 2e du Circuit des Communes de la Vallée du Bédat - 2e du Prix des Vins Nouveaux - 3e d'Annemasse-Bellegarde et retour - 2013 - Grand Prix de Bruère-Allichamps - 2e du championnat de France sur route espoirs - 2e des Quatre Jours des As-en-Provence - 3e du Prix de la Saint-Laurent | - 2014 - Nocturne d'Aix-les-Bains - 3e du championnat de Rhône-Alpes du contre-la-montre - 2015 - Tour des Deux-Sèvres : - Classement général - 1reb étape (contre-la-montre par équipes) - Grand Prix Gilbert Renaud - Trio normand (avec Romain Bacon et Louis Pijourlet) - 3e du championnat de Rhône-Alpes du contre-la-montre |  |